# Naked Killer
Naked Killer (赤裸羔羊 en xinès, Chik loh go yeung en pinyin) és una pel·lícula de Hong Kong del 1992, dirigida per Clarence Fok. L'actriu Chingmy Yau fou nominada com a millor actriu als Hong Kong Film Awards. La pel·lícula és àmpliament considerada com a clàssic de culte.

## Argument
Un policia, Tinam, està molt afectat per la mort dels seu germà de tal forma que la visió d'una arma qualsevol el trastorna i pràcticament l'incapacita. Quan coneix la Kitty la seva existència es torna més complicada. Kitty és una assassina professional que ha vist l'execució del seu pares i inicia una venjança matant els gàngsters responsable i que està sota la protecció e la Germana Cindy. Ella és una experta assassina que la salva en el darrer moment i li ensenya l'ofici. Quan Tinam torna a aparèixer en la vida de Kitty sorgeix un intensa atracció però una assassina lesbiana que havia estat entrenada per Cindy arriba a Hong Kong amb l'encàrrec de matar les dues dones.

## Rebuda
Tot i que aquesta pel·lícula va rebre un 80% a Rotten tomatoes i va ser generalment aclamada per crítics, la seva violència extrema i gràfica i els temes sexuals explícits poden haver dissuadit molts espectadors. Arxivat 2007-10-01 a Wayback Machine. Per aquestes raons la pel·lícula ha desenvolupat un culte que segueix.

## Producció
- Malgrat el títol, la pel·lícula mostra pocs nus. En el seu temps, aparèixer despullat en les pel·lícules asiàtiques era vist com un detriment per un actor o actriu en les seves perspectives de carrera, encara que molts actors de la llista A van escollir protagonitzar pel·lícules de la Categoria III.[6] Tot i que apareix en topless mentre fa l'amor amb Simon Yam, Chingmy Yau manté els seus pits coberts amb el seu braç.
- Aquesta va ser una de les moltes pel·lícules que Yam i Yau van protagonitzar junts en els anys 1990.
- La naturalesa polèmica de la pel·lícula amb el seu contingut violent i els temes sexuals van suposar  extensos talls per la  censura tant a  Hong Kong com a l'estranger.[7]
- L'actriu japonesa Sugawara apareix en topless i el seu cul és mostrat durant les seves escenes d'amor amb Ng, que va restar vestit i portant guants mentre acaronava el cos de Sugawara.[7]